# Новопервомайское (Акмолинская область)
Новопервомайское (каз. Новопервомай) — село в Шортандинском районе Акмолинской области Казахстана. Входит в состав Новоселовского сельского округа. Код КАТО — 116845500.

## География
Село расположено в восточной части района, на расстоянии примерно 35 километров (по прямой) к востоку от административного центра района — посёлка Шортанды, в 14 километрах к юго-западу от административного центра сельского округа — села Новосёловка.
Абсолютная высота — 352 метров над уровнем моря.
Ближайшие населённые пункты: село Новосёловка — на северо-востоке, село Ключи — на юге.

## Население
В 1989 году население села составляло 230 человек (из них русские — 43%, немцы — 23%).

В 1999 году население села составляло 196 человек (98 мужчин и 98 женщин). По данным переписи 2009 года, в селе проживали 192 человека (99 мужчин и 93 женщины).
| Численность населения | Численность населения | Численность населения |
| 1989                  | 1999                  | 2009                  |
| --------------------- | --------------------- | --------------------- |
| 230                   | ↘196                  | ↘192                  |

## Улицы[5]
- ул. Достык
- ул. Кокталды
- ул. Тауелсиздик